# Entosthodon laevis
Entosthodon laevis är en bladmossart som beskrevs av Allan James Fife 1985. Entosthodon laevis ingår i släktet koppmossor, och familjen Funariaceae. Inga underarter finns listade i Catalogue of Life.